# オフショアリング
オフショアリング（英：offshoring）とは、既存の事業拠点から他国に事業を移転する経済行為を指す。対義語はリショアリング（国内回帰）

## 概要
オフショアリングは一つの国を拠点としていた営利事業を別の国に移転する経済行為と定義される。主な動機は既存の事業拠点より低額の人件費、税制度などであるが、近年、自国で足りていない専門家を補完するために他国の人材を活用する手段として注目されている。アウトソーシングとオフショアリングは類似した意味を保持するため度々対比されるが、同一国内での委託はオフショアではなくアウトソーシングを指す。逆に海外への業務の委託はアウトソーシングではなく、オフショアリングと定義される。

## 各国における相違点

### 米国
生産、事務、法務、開発業務などのオフショアリングが様々なメディアで報道されている。特筆すべきものとして、1990年代から英語圏で低労賃のインドへ、2000年代から同じく英語圏で低労賃のフィリピンへのオフショア開発が注目されるようになり、HP、IBM、アクセンチュア, インテル、AMD、マイクロソフト、オラクル、シスコ、SAP、 BEAなどの国際企業で広く導入されている。
日本では行われていないオフショアリングとして医療業務(Medical Transcription)が存在する。米国では法律により全ての医療データを電子化することが義務付けられているため、そのデジタル文書化と管理がオフショアリングの対象となる。

### 日本
主にインド、中国、ベトナムを筆頭とする東南アジア諸国へのオフショアリングが近年報道されている。製造業、食品加工、事務処理、コールセンター、IT開発、アニメーションのオフショアリングなど多岐にわたる。広まるオフショア化に対して国内労働者から不安の声があるが、オフショア製品のボイコットや、外国人労働者排斥運動までには機運が高まっていない。

## 日本の法律上の取扱い

### 国内法の適用範囲
職業安定法などの事業法規はサービスの受益者（発注者）が日本国内にいる限り適用される。従ってオフショア先の委託労働者に対してEメール、電話、ビデオコンファレンスを通じて指揮命令行為を行うことは、職業安定法第44条の労働者供給事業の禁止規定に違反するため刑事罪（1年以下の懲役）のリスクを負うことになる。またオフショア国の委託労働者に対して採用行為（履歴書や面接などの労働者の特定）または指揮命令をおこなうことにより多重雇用、多重派遣、偽装請負、偽装出向にあたる可能性があり、その場合は委託労働者との雇用契約が認められることになる。
さらに職業安定法違反は就労行為にあたることから、不法就労させたり，不法就労をあっせんした者に対して「不法就労助長罪」（3年以下の懲役、300万円以下の罰金）が処される可能性がある。

#### ILOへの提訴または申し立て
日本は「雇用関係の偽装」を根絶するための措置を各国に求める「雇用関係に関する勧告」（第１９８号）に賛同しているため、労基署が労基法6条、検察庁が職安法44条の告訴状、告発状を受理しない場合に、ILOに対して提訴（提訴状）または申し立て（申し立て書）を行うこともできる。